# Nevoga aréna Znojmo
Nevoga aréna je sportovní stadion ve Znojmě, který využívá pro své domácí zápasy klub ledního hokeje HC LERAM Orli Znojmo. 
Nevoga aréna pojme 4 800 diváků. Stadion byl postaven v roce 1970 a zastřešen v roce 1977. Domácí zápasy zde hraje tým HC LERAM Orli Znojmo, v sezoně 2023/2024 hrající Chance ligu, druhou nejvyšší českou hokejovou soutěž. 
Nevoga aréna v minulosti hostila několik zápasů české hokejové reprezentace. Prostory haly jsou příležitostně využívány i pro nesportovní akce, například pro koncerty nebo výstavy. 

## Vybavení stadionu
Součástí stadionu jsou dvě velké patrové tribuny a nízký sektor k sezení či ke stání na jihovýchodní straně stadionu. Za hlavní tribunou, která je celá k sezení, je zázemí pro domácí tým a kanceláře klubu. V prosklených lóžích nad hlavní tribunou jsou situovány prostory pro VIP a novináře. Protější tribuna je ve spodní části k sezení, horní část má sektory ke stání. Na severozápadní straně arény se nachází prosklený Sportbar, ze kterého je možné sledovat dění na ledě, a zázemí hostujícího týmu.

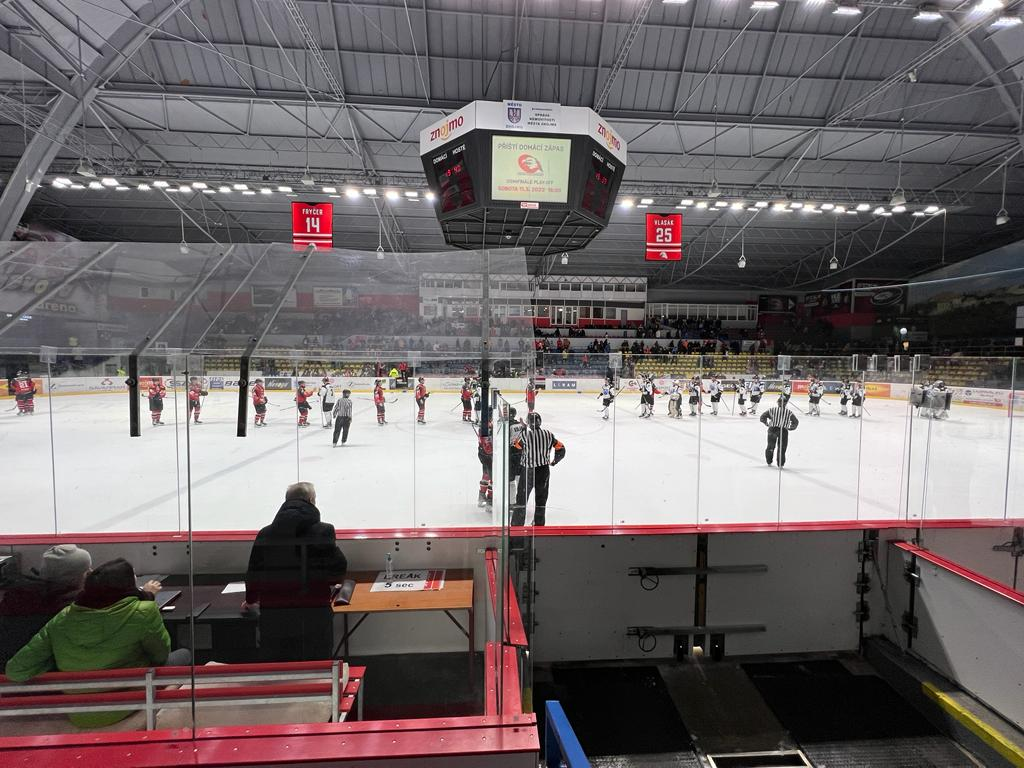
Fotografie domácích Orlů při zápase s Havířovem

U stropu na obou delších stěnách stadionu jsou umístěny kabiny pro televizní kamery, komentátory, rozhlasového reportéra, prostory pro techniky, obsluhu televizní kostky a pro redakci.
Stadion je od podzimu 2003 vybaven moderním zobrazovacím zařízením. Osmiboký hranol zavěšený nad středem ledové plochy obsahuje čtveřici velkoplošných obrazovek a čtveřici informačních panelů.